# José Sebastião Neto

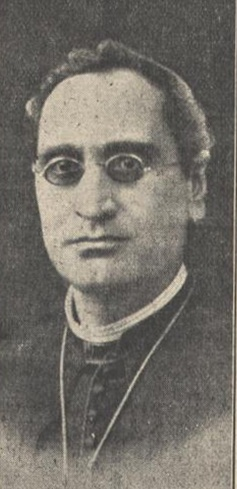
Kardinal José Sebastião Neto (1910), Bild vom Nachruf in der Stadt Gottes, Jahrgang 1920

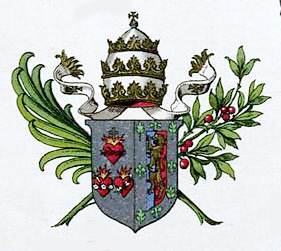
Wappen des Patriarchen Neto

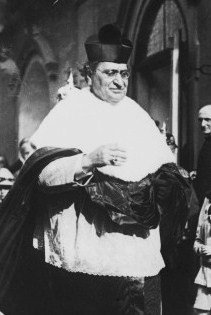
Patriarch Neto in Cappa magna

José Sebastião Kardinal Neto O.F.M.Disc. (* 8. Februar 1841 in Fargo, Portugal; † 7. Dezember 1920 in Villarino, Sevilla, Spanien) war der zwölfte Patriarch von Lissabon.

## Leben
José Sebastião Neto empfing nach seiner theologischen und philosophischen Ausbildung am Priesterseminar des Bistums Faro am 20. September 1862 die Weihe zum Subdiakon und am 21. Mai 1864 zum Diakon. Am 1. April 1865 empfing er die Priesterweihe. 1875 trat er dem Orden der Franziskaner-Discalceaten bei; hier nahm er den Ordensnamen Joseph vom Heiligen Herz an.
1879 wurde José Sebastião Neto zum Bischof von Angola und Kongo gewählt. Die Bischofsweihe spendete ihm am 11. April 1880 der Apostolische Nuntius in Portugal, Gaetano Aloisi Masella. Danach wurde er Patriarch von Lissabon (1883–1907). Am 24. März 1884 erhob Papst Leo XIII. den gerade erst 43-jährigen Patriarchen zum Kardinalat und ernannte ihn im Juni 1886 zum Kardinalpriester von Santi XII Apostoli. 1903 nahm Neto am Konklave zur Wahl von Papst Pius X. und 1914 am Konklave zur Wahl von Papst Benedikt XV. teil.
Im November 1907 gab er sein Amt auf und wechselte in einen Franziskanerkonvent. Hier wollte er seinen Lebensabend verbringen. 1910 ging er aufgrund der religiösen Verfolgungen in Portugal ins Exil nach Sevilla in Spanien.
Am 7. Dezember 1920 starb Kardinal Neto in der Nähe von Sevilla.